# Апостольская церковь (Мюнстер)
Апостольская церковь (нем. Apostelkirche) — евангелическая церковь в историческом центре города Мюнстер (федеральная земля Северный Рейн-Вестфалия). Церковь расположена на пересечении улиц An der Apostelkirche и Neubrückenstraße в северной части старого города.
Апостольская церковь была построена во 2-й половине XIII столетия при монастыре францисканцев-миноритов и освящена в честь Святой Екатерины Александрийской. Первоначально церковь была двухнефным готическим зальным храмом с более узкой алтарной частью.
На протяжении следующих веков церковь неоднократно перестраивалась. В XVI-XVII веках с северной стороны к церкви был пристроен третий неф.
В ходе медиатизации, которая проходила под руководством наполеоновского министра Талейрана, в 1803 году Мюнстерское епископство было секуляризировано, францисканский монастырь закрыт, а церковь Святой Екатерины осквернена.
В 1822 году церковь была восстановлена под руководством архитектора Карл Фридрих Шинкеля и была вновь открыта в качестве евангелической церкви прусской армии, а с 1840 года церковь была передана гражданской евангелической общине. До 1922 церковь называлась просто Евангелической церковью Мюнстера, но в связи с открытием в городе ещё одной евангелической церкви была переименована в Апостольскую.
В ходе второй мировой войны во время бомбардировок союзнической авиации церковь была сильно разрушено и её восстановление длилось до 1960 года.